# 濁流之爭
《濁流之爭》（：／）是Disney+計劃2025年播出的古裝原创韩国剧集，由《L.U.C.A：物種起源》、《殭屍校園》編劇千成日与電影《光海，成为王的男人》導演秋昌民合作打造，路雲、辛睿恩、朴栖含、朴智煥主演。本劇入選第30屆釜山國際電影節“On Screen”單元並於電影節首映部分內容。

## 演员阵容

### 主要人物
- 路雲 飾演 張時律，隱藏過去並以混混身份生活在麻浦碼頭的角色。
- 辛睿恩 飾演 崔恩，具有堅強領導能力的女性，掌控著朝鮮時代的頂尖商業集團。
- 朴栖含 飾演 鄭天，正直且堅決的官員，致力於打擊朝鮮時代的貪污腐敗。
- 朴智煥 飾演 武德，是麻浦碼頭的秩序維護者，他是該地區的權力象徵，負責控制這片混亂的社會角落。